# Ludmila Slavíková
Ludmila Slavíková o Ludmila Slavíková-Kaplanová (Praga, 23 de febrero de 1890-Auschwitz, 18 de febrero de 1943) fue una geóloga, mineralogista y cristalógrafa checa. Fue directora del departamento de Mineralogía y Petrología del Museo Nacional de Praga. Tras la ocupación alemana de Checoslovaquia, formó parte de la resistencia. Detenida en febrero de 1943, fue deportada a Auschwitz donde murió al poco tiempo.

## Educación y carrera
Ludmila Kaplanova nació y se educó en Praga, entonces parte del Imperio austrohúngaro.
Estudió Ciencias en la Universidad Carolina (Praga) y obtuvo un doctorado en Matemáticas y Físicas en 1914. Como parte de su trabajo de tesis, investigó cristales de pirargirita. Trabajó brevemente como profesora de colegio en Praga y Pardubice. En 1917 se casó con František Slávík, profesor de mineralogía, y colaboró con él en la publicación de una monografía sobre los yacimientos ordovícicos de minerales de hierro de Bohemia. Entre 1921 y 1939 trabajó en el Museo Nacional de Praga, donde dirigió el departamento de Mineralogía y Petrología..
Su obra de investigación abarcó diversos temas, como el estudio de cristales de compuestos orgánicos y los minerales de Checoslovaquia, entre otros Es autora de varias publicaciones científicas y libros de texto sobre mineralogía. Con ocasión del centenario del Museo Nacional de Praga, escribió una serie de artículos sobre la historia de las colecciones de minerales del museo.
En 1943, ella y su marido fueron detenidos por los nazis por sus actividades de resistencia. A las dos semanas después de su detención, Slavíková murió en el campo de concentración de Auschwitz.